# Big Hole (Afrique du Sud)
Pour les articles homonymes, voir Big Hole.
Le Big Hole, Open Mine (« mine à ciel ouvert ») ou Kimberley Mine (« mine de Kimberley ») est une ancienne mine à Kimberley, en Afrique du Sud. La masse du diatrème de kimberlite renfermait l'un des plus riches gisements de diamants jamais découverts.

## Histoire
Dans les années 1860, l'adolescent Erasmus Jacobs collecte les roches autour de sa ferme. En 1867, son ami Schalk van Niekerk repère l'une de ces pierres et la fait analyser. La pierre est identifiée comme un diamant de 21. 25 carats. La pierre est taillée et baptisée Eureka Diamond.  
Active de 1871 à 1914, la mine occupe une surface de 17 hectares, dont 463 mètres de largeur, pour une profondeur de 240 mètres. Près de trois tonnes de diamants ont été extraites pendant la période d'activité de la mine.  
La mine était exploitée par la société De Beers. 
La mine cessa ses activités lorsque la profondeur rendit les activités trop dangereuses ou improductives. L'exploitant poursuivit cependant certains travaux de galeries de mines jusque plus de mille mètres de profondeur.
À partir des années 1960, un musée commence à prendre forme en réaménageant les anciens bâtiments sur place. Le musée ouvre officiellement ses portes en 1971. Entre 2002 et 2005, la société De Beers investit près de 4 millions de dollars pour transformer l'ancienne mine en site touristique,. En 2013, le service de secours Sud-Africain s'est mobilisé pour sauver un chien tombé dans le cratère artificiel du Big Hole. L'opération de sauvetage a duré près de six heures pour remonter le chien et elle a nécessité l'intervention d'une équipe de sept sauveteurs,.

## Description
Aujourd'hui, la profondeur de la cavité a été ramenée à 215 mètres par l'accumulation de débris, ce qui en fait la plus grande excavation jamais réalisée à la main. L'eau inonde la fosse sur environ 40 mètres, ce qui laisse donc une hauteur d'environ 175 mètres à sec
Le Big Hole est considéré comme l'une des plus profondes cavités creusées par l'homme avec une profondeur de 200 mètres.
Une inscription du site sur la liste du patrimoine UNESCO est envisagée.